# Ilija Jurić
Ilija Jurić (Konjic, 19. srpnja 1913. – 28. veljače 1991.), hrvatski domovinski i iseljenički književnik, novinar, kipar, slikar i iseljenički djelatnik.

## Životopis
Rodio se je u Konjicu, u kojem je pohađao osnovnu. U Sarajevu je pohađao gimnaziju. Već kao gimnazijalac pisao je i objavljivao književne i novinske uradke. Poslije je sve više surađivao novinarskim i književnim prilozima. Objavio je uradke u mnogim novinama i časopisima kao što su Omladina, Mladost, Mlada Hrvatska, Sarajevski novi list, Jutarnji list, Naš put, Spremnost i drugdje. Jedno je vrijeme studirao slikarstvo i kiparstvo na Sveučilištu u Zagrebu. Tijekom drugoga svjetskog rata obnašao je različite dužnosti u hrvatskoj državnoj službi u Crikvenici, Zagrebu i Sarajevu.
Poslije rata otišao je iz domovine u emigraciju skupa sa suprugom i dvoje djece, zajedno s tisućama sunarodnika. Iz Austrije i logora u Italiji uspio se je prebaciti u Argentinu krajem 1947. godine. Ondje je često promijenio mjesta boravka, što zbog skrbi za osnovne životne potrebe svoje obitelji, što zbog svoje bohemske naravi. Bio je tako u Buenos Airesu, Rosariju, Mendosi, opet Buenos Airesu, pa Comodoru Rivadaviji i na kraju Cordobi. U emigraciji je pisao još više. Objavio je dosta romana, pripovjedaka, drama, pjesama, igrokaza i novinarskih priloga. Nesvojstveno za hrvatsku emigraciju, igrokazi su mu izvedeni u (amaterskom) kazalištu, što je bila velika sreća, makar se radilo samo o amaterskom kazalištu. Još dok je bio u logoru u Fermu 1946., izveli su mu komediju Fiskulturu. Koncem 1940-ih izveli su mu dramu Fazlagića Kulu u Buenos Airesu. Početkom 1980-ih izveli su mu u nekim australskim mjestima dramu Za obraz. Skupa s uredništvom Hrvatskog vjesnika u Australiji pokrenuo je i uređivao početkom 1970-ih humoristički časopis Trnokop. Hrvatski vjesnik mu je ukazao povjerenje i dodijelio mu je mjesto direktora. Jurić je odlučio odseliti u Australiju, no to je otpalo, jer su mu zbog političkih razloga australske vlasti zabranile ulaz i njemu i njegovoj obitelji.
Djelovao je i na organiziranje hrvatskih emigranata te je ovaj vrsni domoljub neprestance osnivao ogranke Hrvatskog domobrana i Hrvatskog narodnog vijeća, čijim je bio sabornikom. Kako u hrvatskoj emigrantskoj zajednici, tako je bio poznat i ostalim Argentincima, pišući za novine El Patagonico i Cronica, dnevni list najviše naklade u južnom dijelu Argentine.
Dok je bio u Comodoru Rivadaviji, ondje je poučavao u kiparstvu na školi Escuela Especial de Formacion Laboral Nro.738 te držao katedru za kiparstvo na Escuela Municipal de Bellas Artes i tako je zaradio mirovinu. Kiparska djelatnost je ono po čemu je ostavio traga diljem Argentine. Većinom je kipove djelao u drvu, no također je klesao kipove u kamenu te u keramici.
Također je i slikao i omiljena tehnika bila mu je ulje na platnu.
Davno je napismeno prorekao osamostaljenje i međunarodno priznanje Hrvatske. Umro je 28. veljače 1991. godine.

## Djela
Objavio je književna djela:

- Mi ostajemo (roman), Sarajevo 1944.  

- Ilusiones Sangrientas (pripovijest; na španjolskom), Rosario 1950.  

- Comunismo sin mascara (suautor s fra Blažom Štefanićem;  publicističko-dokumentarni prilozi na španjolskom), Rosario 1950.  

- Kraljičino vrelo (roman), Buenos Aires 1952.  

- Ženidba Muje Grabovice (dotjerao i uredio; junački ep), Madrid 1965.  

- Drina zove (pjesme), Sydney 1968.  

- Vidovnjak (roman), Cordoba (Argentina) 1984.
Njegovu su kiparski uradci po gradovima diljem Argentine gdje je živio. Ističu se 5 metara visoki spomenik Radniku (Monumento al Trabajador) na Rivadavia aveniji u Comodoro Rivadavia te bisti Bude u prirodnoj veličini u Kineskom salonu u Mendozi.

## Nagrade i priznanja
- Šimun Šito Ćorić uvrstio ga je u svoju antologiju 60 hrvatskih emigrantskih pisaca.[1]